# Nedre Eiker
Nedre Eiker è un ex comune norvegese della contea di Buskerud. Dal 1º gennaio 2020 è diventato parte del comune di Drammen, diventato comune della neoistituita contea di Viken. Dal 1º gennaio 2024, con la soppressione della contea di Viken, è tornato ad essere parte della contea di Buskerud.